# Torebka Fabrycjusza

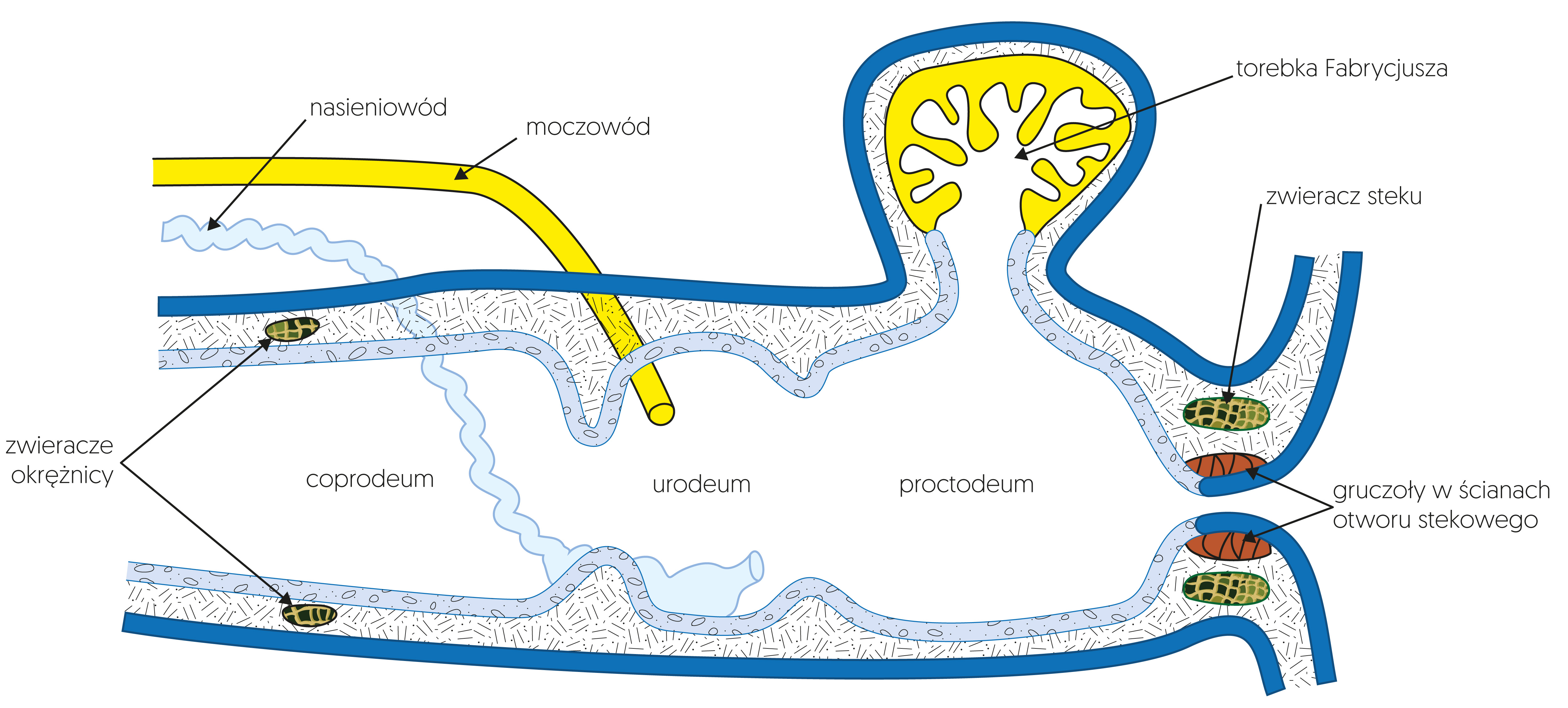
Schemat przekroju steku samca

Torebka Fabrycjusza (łac. bursa Fabricii, bursa cloacalis) – występujący u ptaków narząd limfatyczny będący workowatym uchyłkiem steku.
Jest to ślepo zakończona kieszonka w dogrzbietowej ścianie końcowej części kloaki, czyli proctodeum. Znajduje się ona w płaszczyźnie pośrodkowej, poniżej kręgosłupa, w położeniu pozaotrzewnowym. Kończy się wąskim otworem stekowym (w postaci szpary). Kształt jamy zależy nie tylko od gatunku, ale także (i to głównie) od wieku osobnika. U zwierząt młodych struktura ta jest dobrze wykształcona, najlepiej (w pełni) u liczących około pół roku. U gołębi jest tak u osobników czteromiesięcznych; torebka ma u nich wtedy 1,5 cm. W przypadku kur jest tak u osobników pięciomiesięcznych; mają one kieszonkę stekową długości 2 lub 3 cm oraz szerokości 1,5 cm. Kaletka Fabrycjusza półrocznej kaczki ma długość 5 cm i szerokość 0,75 cm, osiągając wtedy szczyt swego rozwoju. Później nie tylko nie rozwija się, ale wręcz uwstecznia i pozostaje w zredukowanej w znacznym stopniu formie, a niekiedy zupełnie zanika. Narząd ten u dorosłej kury jest wielkości ziarna grochu. U ptaków wodnych zanika on wolniej, szybciej zaś u gołębi. 
Torebka Fabrycjusza ma grubą – ulegającą podłużnemu sfałdowaniu – ścianę, wysłaną od wewnątrz nabłonkiem walcowatym. Ściana ta zawiera dużą ilość gruczołów, bogate jest również jej utkanie limforetikularne. Funkcja kaletki Fabrycjusza nie została jeszcze w pełni poznana, ale sądzi się, że ma ona związek z tym utkaniem, jako że torebka stekowa zalicza się do narządów limforetikularnych – prawdopodobnie zachodzi w niej różnicowanie limfocytów B. W latach 50. dwudziestego wieku Bruce Glick opisał strukturalne podobieństwo tego narządu do grasicy.
Jedną z chorób młodych (poniżej 17 tygodnia życia) kur jest zakaźne zapalenie torebki Fabrycjusza (tak zwana choroba Gumboro), wywoływane przez wirus zakaźnego zapalenia torebki Fabrycjusza (IBDV, od ang. infectious bursal disease virus), należący do rodziny Birnaviridae.